# Drechslera zizaniae
Drechslera zizaniae är en svampart som först beskrevs av Y. Nisik., och fick sitt nu gällande namn av Subram. & B.L. Jain 1966. Drechslera zizaniae ingår i släktet Drechslera och familjen Pleosporaceae.   Inga underarter finns listade i Catalogue of Life.